# Thanatus zavattarii
Thanatus zavattarii là một loài nhện trong họ Philodromidae.
Loài này thuộc chi Thanatus. Thanatus zavattarii được Lodovico di Caporiacco miêu tả năm 1939.